# Альберто Гальярдо (стадион)
Альберто Гальярдо (исп. Estadio Alberto Gallardo) — футбольный стадион, расположенный в городе Лима, столице Перу. Вместимость стадиона составляет около 19 000 зрителей. Альберто Гальярдо — домашняя арена футбольного клуба «Спортинг Кристал». Стадион носит имя выдающегося футболиста Альберто Гальярдо, выступавшего за «Спортинг Кристал» в 1960-е и 1970-е годы.
Стадион был открыт 9 июня 1961 году матчем между командами «Дефенсор Арика» и «КДТ Насьональ». Первоначально стадион носил имя Мартина де Порреса, перуанского священнослужителя и врача, канонизированного католической церковью в 1962 году.
С 1979 года свои домашние матчи на стадионе стал проводить «Спортинг Кристал». В середине 1995 года клуб арендовал стадион и вложил средства в его реконструкцию. 24 сентября 1995 года арена была заново открыта матчем, в котором «Спортинг Кристал» разгромил «Сьенсиано» со счётом 6:0 в рамках Чемпионата Перу. В мае 2012 года по инициативе клуба стадион был переименован в честь Альберто Гальярдо.